# A Kiss for Cinderella

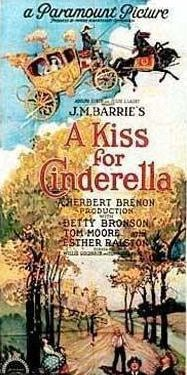
Locandina del film

A Kiss for Cinderella è un film muto del 1925 diretto da Herbert Brenon.

## Trama
Cinderella è una piccola serva che lavora come donna delle pulizie presso un artista al tempo della prima guerra mondiale. Una sera, la ragazza dimentica di spegnere le luci durante un raid aereo, suscitando i sospetti di un agente di polizia che si mette a controllarla. Il poliziotto scopre così che lei, nel suo tempo libero, si prende cura di quattro orfani di guerra. Il giovane si innamora della ragazza e l'aiuta con i bambini. Una notte, Cinderella si addormenta nella neve, sognando zucche magiche, fate madrine e fate buone. Il freddo la fa cadere malata. L'agente allora le chiede di sposarlo: lei, grata, acconsente a diventare sua moglie.

## Produzione
Il film venne prodotto dalla Famous Players-Lasky Corporation, tratto dal lavoro teatrale omonimo (1916) di James M. Barrie.

## Distribuzione
Il film fu distribuito dalla Paramount Pictures e uscì nelle sale USA il 22 dicembre 1925. In Venezuela prese il titolo Un beso para Cenicienta.
Esistono copie del film.